# قائمة الصحفيين الذين قتلوا في الولايات المتحدة
قُتل العديد من الصحفيين أو تم اغتيالهم في الولايات المتحدة أثناء إعداد التقارير أو تغطية نزاع عسكري أو بسبب وضعهم كصحفيين. تم استهداف ما لا يقل عن 39 من هؤلاء بشكل مباشر نتيجة لتحقيقاتهم الصحفية. وكان آخر الصحفيين الذين قُتلوا في الولايات المتحدة أربعة مراسلين من صحيفة العاصمة في أنابوليس بولاية ماريلاند، قُتلوا في 28 يونيو / حزيران 2018 في إطلاق نار جماعي على مكتب الصحيفة.
كان أخطر قطاع في وسائل الإعلام الأمريكية بعد عام 1980 هو الصحافة العرقية والإثنية. وفقًا للجنة حماية الصحفيين، قُتل عشرة صحفيين يخدمون مجتمعات المهاجرين الفيتناميين والهايتيين والصينيين في اغتيالات سياسية بين عامي 1980 و 1993. قُتل تشانسي بيلي، الذي كان محررًا في صحيفة أمريكية من أصل أفريقي واسعة الانتشار، في عام 2007 بسبب تقاريره الاستقصائية.
منذ هجمات 11 سبتمبر، تعد الوفيات المرتبطة بالإرهاب والتي تشمل الصحفيين توجهاً آخر.
في بعض الحالات، تعرض صحفيون للهجوم لكنهم نجوا، مثل فيكتور ريسيل.

## قائمة
| تاريخ             | اسم                                                 | صاحب العمل                  | موقع                          | ملاحظات |
| ----------------- | --------------------------------------------------- | --------------------------- | ----------------------------- | --- |
| نوفمبر 7, 1837    | إيليا باريش لوفجوي                                  | ألتون أوبزيرفر              | ألتون، إلينوي                 | قُتل هذا المحرر الذي ألغى عقوبة الإعدام على يد حشد من المؤيدين للعبودية. |
| يونيو 6, 1843     | جيمس هاجان                                          | فيكسبيرغ سنتينل             | فيكسبيرغ، مسيسيبي             | قُتل هاجان في مبارزة من قبل دانيال ويسيجر آدامز - نجل رجل انتقده في جريدته. |
| فبراير 29, 1844   | جيمس أ. رايان                                       | فيكسبيرغ سنتينل             | فيكسبيرغ، مسيسيبي             | كان فيكسبيرغ سنتينل صحيفة ديمقراطية وقتل ريان على يد منافسه اليميني في مبارزة في قتالهم الثاني. |
| سبتمبر 15, 1848   | جون جينكينز                                         | فيكسبيرغ سنتينل             | فيكسبيرغ، مسيسيبي             | قُتل في شجار مع محامٍ بعد مشاجرة سابقة بينهما. |
| يونيو 22, 1854    | جوزيف مانسفيلد                                      | سان جواكين جمهوري           | ستوكتون، كاليفورنيا           | قُتل مانسفيلد في معركة مع محرر منافس ، وكلاهما كانا ديمقراطيين. |
| مايو 20, 1856     | جيمس كينج وليام                                     | نشرة المساء اليومية         | سان فرانسيسكو، كاليفورنيا     | [ 17 ] [ 18 ] |
| أبريل 6, 1862     | ايرفينغ دبليو كارسون                                | جريدة نيويورك تريبيون       | بيتسبرغ لاندينغ، تينيسي       | أول صحفي يُقتل خلال الحرب الأهلية الأمريكية. قُتل بنيران قذيفة مدفعية أثناء تغطيته لمعركة شيلو والجنرال أوليسيس س. جرانت. |
| يونيو 23, 1863    | ليند والتر باكنغهام                                 | نيويورك هيرالد              | ألدي، فيرجينيا                | قُتل نتيجة لكمين نصب له خلال الحرب الأهلية الأمريكية. دفن في مدرسة جبل صهيون القديمة الكنيسة المعمدانية- VDHR 53-339 في ألدي. |
| أكتوبر 6, 1863    | جيمس أونيل                                          | جريدة فرانك ليزلي المصورة   | باكستر سبرينغز، كانساس        | كان أونيل فنانًا مراسلًا قُتل على يد رجال حرب العصابات التابعين لـكوانتريل في مذبحة باكستر سبرينغز. |
| مايو 6, 1864      | صامويل فيسك (المعروف أيضًا باسم دان براون)           | سبرينجفيلد جمهوري           | فريدريكسبورغ، فرجينيا         | كتب النقيب فيسك تحت اسم دان براون وخدم في الجيش وأصيب بجروح قاتلة في معركة ويلدرنس. |
| سبتمبر 14, 1866   | ريدجواي جلوفر                                       | جريدة فرانك ليزلي المصورة   | فورت فيل كيرني، وايومنغ       | أثناء تغطيته الحروب الهندية الأمريكية، قُتل غلوفر وشوه أثناء بناء حصن كيرني في عام 1866. |
| نوفمبر 5, 1871    | فريدريك وادزورث لورينغ                              | مجلة أبليتون                | ويكنبورغ، أريزونا             | قُتل أثناء مهمة خارج الغرب فيما يعرف باسم مذبحة ويكينبورغ، وهي هجوم على عربة من قبل الأمريكيين الأصليين. |
| يونيو 25, 1876    | مارك كيلوغ                                          | أسوشيتد برس                 | ليتل بيغورن باتلفيلد، مونتانا | أول صحفي في وكالة أسوشيتد برس توفّي أثناء التغطية. |
| مارس 27, 1877     | كلارك سويزي                                         | توبيكا ديلي بليد            | توبيكا، كانساس                | قُتل سويزي بعد نشره مقالاً ناقداً عن قاتله. |
| أبريل 23, 1880    | تشارلز دي يونغ                                      | سان فرانسيسكو كرونيكل       | سان فرانسيسكو، كاليفورنيا     | مع شقيقه إم إتش دي يونغ ، أسس الصحيفة التي أصبحت "سان فرانسيسكو كرونيكل". قتله نجل العمدة انتقاما من عداء دي يونغ مع والده. |
| نوفمبر 17, 1881   | إيه بي ثورنتون                                      | أخبار بونفيل                | بونفيل، ميزوري                | قتل مشير البلدة ثورنتون بسبب انتقادات من الصحيفة وفاز بالبراءة على أساس التصور بأن الانتقادات كانت شديدة للغاية. |
| مارس 27, 1884     | تشارلز ل. كوز                                       | ذا غرينغو وغريسر            | مانزانو، نيومكسيكو            | أطلق عليه مسلح مجهول نيرانه عبر نافذته على جياد. كانت جريدته موجهة نحو الإصلاح وخلقت أعداء لأنها سعت إلى التغيير. |
| مايو 5, 1887      | رودريك د. جامبريل                                   | الدرع والسيف                | جاكسون، ميسيسيبي              | أطلق عليه الكولونيل جونز إس. هاميلتون بسبب نشر مزاعم عن ممارسات تجارية فاسدة كان هاميلتون متورطًا مع ولاية ميسيسيبي. تم إطلاق النار على هاميلتون من قبل جامبريل، لكنه نجا وتمت تبرئته لاحقًا من قتله من قبل هيئة محلفين. |
| مايو 1, 1888      | جون هـ.مارتن                                        | ميسيسيبي الجديدة            | جاكسون، ميسيسيبي              | أطلق عليه الرصاص في مواجهة في الشارع مع الجنرال الكونفدرالي السابق ويرت آدامز، الذي أطلق عليه مارتن النار وقتله. نشر مارتن العديد من الهجمات على شخصية آدامز، ويرجع ذلك جزئيًا إلى ارتباطه بالعقيد هاملتون، قاتل رودريك د.جامبريل. كان ويرت آدامز شقيق دانيال ويسيجر آدامز الذي قتل قبل 45 عامًا محررًا في صحيفة فيكسبيرغ في مبارزة. |
| فبراير 1, 1891    | اجناسيو مارتينيز                                    | العالم                      | لاريدو، تكساس                 | امتلك صحيفة كتبت مقالات انتقادية لنظام الرئيس المكسيكي بورفيريو دياز. هرب قتلته إلى المكسيك ولم يتم القبض عليهم أبدًا. |
| فبراير 23, 1891   | ألبرت سي أوزبورن                                    | العالم الأحد                | كولومبوس، أوهايو              | قُتل في تبادل لإطلاق النار مع ويليام جي إليوت، محرر منافس في «صنداي كابيتال»، وشقيق إليوت، باتريك. كما قتل أحد المارة وأصيب عدد آخر. أدين إليوت بالقتل من الدرجة الثانية وحُكم عليه بالسجن مدى الحياة في سجن أوهايو. |
| أبريل 1, 1898     | ويليام كوبر بران                                    | محطم الأيقونات              | واكو، تكساس                   | كتب مقالات نقدية عن المعمدانيين. استشهد في ظهره أثناء مبارزة. |
| يناير 15, 1903    | نارسيسو جينر جونزاليس                               | الدولة                      | كولومبيا، كارولاينا الجنوبية  | قُتل على يد جيمس إتش. تيلمان، نائب حاكم ولاية ساوث كارولينا، الذي برأته هيئة محلفين من جريمة القتل. |
| نوفمبر 9, 1908    | إدوارد دبليو كارماك                                 | ناشفيل امريكان              | ناشفيل، تينيسي                | عضو الكونغرس وعضو مجلس الشيوخ السابق. قُتل على يد ضابط سابق بالجيش رفض ذكر اسمه في مقال وهدد المحرر. |
| ديسمبر 25, 1915   | هوانغ يوانيونغ                                      | شاو نيان تشونغ قوه ويكلي    | سان فرانسيسكو، كاليفورنيا     | قُتل المواطن الصيني أثناء زيارته للولايات المتحدة. ظلت القضية دون حل ولكن كان يشتبه في أن أنصار (حزب الكومينتانغ) نفذوا عملية الاغتيال في مطعم شنغهاي لاو. |
| يوليو 16, 1927    | دون ميليت                                           | كانتون ديلي نيوز            | كانتون، أوهايو                | أطلق عليه الرصاص في مرآب منزله نتيجة مؤامرة مع زعيم الجريمة ورئيس شرطة كانتون. |
| يونيو 9, 1930     | جيك لينجل                                           | شيكاغو تريبيون              | شيكاغو، إلينوي                | قُتل في نمط عصابات من قبل شركاء آل كابوني. بالإضافة إلى وظيفته كمراسل ، كان لينجل على قائمة رواتب منظمة كابوني الإجرامية. |
| يوليو 23, 1930    | جيري باكلي                                          | WMBC-AM                     | ديترويت، ميشيغان              | أطلق عليه الرصاص ليلة الانتخابات. |
| سبتمبر 6, 1934    | هوارد جيلفورد                                       | صحيفة السبت                 | مينيابوليس، مينيسوتا          | محرر لإحدى الصحف التي كشفت الفساد المستشري والجريمة المنظمة في مينيسوتا التي تورط فيها رجال عصابات يهود مثل كيد كان وسياسيين بارزين محليين ودوليين، بما في ذلك الحاكم فلويد بي. أولسون. فاز هو وشريكه جاي نير بقرار المحكمة العليا الأمريكية في قضية نير ضد مينيسوتا. |
| ديسمبر 9, 1935    | والتر ليجيت                                         | الغرب الأوسط الأمريكي       | مينابوليس، مينيسوتا           | كتب عن الفساد السياسي والجريمة المنظمة، وكشف الروابط بين زعيم العصابات اليهودية في مينيابوليس كيد كان وحاكم مينيسوتا فلويد بي. أولسون. يُعتقد أنه قُتل بناءً على أوامر من كان، ربما بمعرفة أو موافقة أولسون. |
| يناير 11, 1943    | كارلو تريسكا                                        | ايل مارتيلو (المطرقة)       | نيويورك، نيويورك              | محرر صحيفة اشتراكي راديكالي وناشط عمالي؛ يعتقد أنه قتل على يد مافيا صقلية hitman. |
| يناير 22, 1945    | آرثر كاشيرمان                                       | الصحافة العامة (بديل)       | مينابوليس، مينيسوتا           | . |
| يوليو 29, 1949    | دبليو. ح. "بيل" ميسون                               | KBKI (AM)                   | أليس، تكساس                   | يُعرف ماسون بكونه صحفي إذاعي صليبي في مقاطعة تحكمها سلطات إنفاذ القانون المحلية بيد من حديد ، وقد قُتل ماسون برصاص نائب الشريف سام سميثويك ، الذي اتهمه ماسون علنًا بإدارة ناد للتعري. اعتقد مرشح مجلس الشيوخ الذي خسر أمام ليندون جونسون أن سميثويك كانت لديها معلومات حول كيفية تزوير الانتخابات ولكن سميثويك تم شنقها قبل اجتماعهم. يقول شاهد قبر ميسون: "كان لديه الجرأة لقول الحقيقة لكثير من الناس الصغار". |
| سبتمبر 30, 1962   | بول جويارد                                          | وكالة فرانس برس             | أكسفورد، مسيسيبي              | كان جويارد مواطنًا بريطانيًا فرنسيًا قُتل في عهد الحقوق المدنية في جامعة مسيسيبي. تم تكليفه بتصوير الأحداث المحيطة بحضور جيمس ميريديث عندما حول تركيزه على أعمال الشغب وأطلق عليه الرصاص في الارتباك. مقتله لا يزال قضية لم تحل. |
| أغسطس 29, 1970    | روبن سالازار                                        | لوس أنجلوس تايمز            | لوس أنجلوس، كاليفورنيا        | قُتل سالازار على يد نواب إدارة شرطة مقاطعة لوس أنجلوس أثناء تغطيته للاحتجاج موراتوريوم شيكانو في شرق لوس أنجلوس [الإنجليزية]. تم تغيير اسم الحديقة التي تم فيها الاحتجاج فيما بعد حديقة سالازار تكريما له. |
| يونيو 2, 1976     | دون بولز                                            | جمهورية أريزونا             | فينيكس، أريزونا               | قُتل في انفجار سيارة مفخخة. في البداية كان يُفترض أنه كان ضربة مافيا. وأدين ثلاثة رجال محليين فيما بعد بوفاته. تم تحديد الدافع بأنه كان يخشى الكشف عن التورط في مخطط الاحتيال على الأراضي. |
| مارس 9, 1977      | موريس ويليامز                                       | WHUR-FM                     | واشنطن العاصمة                | قُتل خلال حصار الحنفي 1977. |
| يونيو 28, 1978    | جون أ. كيلي [الإنجليزية]                            | WHDH-TV                     | بوسطن، ماساتشوستس             | قُتل خلال مذبحة بلاكفريرز. |
| يوليو 21, 1981    | دونج ترونج لام                                      | كاي دينه لانغ (معبد القرية) | سان فرانسيسكو، كاليفورنيا     | قُتل برصاص أطلقه أحد أعضاء إحدى الجماعتين المناهضتين للشيوعية اللتين أعلنا مسؤوليتهما عن اغتياله. |
| أغسطس 24, 1982    | نجوين دام فونج                                      | تو دو "" (الحرية)           | هيوستنT تكساس                 | اغتيل في منزله على يد جماعة مناهضة للشيوعية. |
| يونيو 19, 1984    | ألان بيرغ                                           | KOA (AM)                    | دنفر، كولورادو                | مذيع برنامج إذاعي ليبرالي قُتل على يد جماعة قومية بيضاء. |
| أكتوبر 15, 1984   | هنري ليو [الإنجليزية] (المعروف أيضا باسم شيانغ نان) | فريلانسر ومؤلف              | دالي سيتي، كاليفورنيا         | أحد منتقدي الكومينتانغ الذي اغتيل بأمر من الكومينتانغ. |
| أغسطس 9, 1987     | تاب فان فام (المعروف أيضا باسم هواي ديب تو)         | ماي                         | غاردين غروفي، كاليفورنيا      | تم اغتياله بالحرق العمد أثناء نومه في مكتبه من قبل جماعة مناهضة للشيوعية تولت المسؤولية. |
| نوفمبر 22, 1989   | نهان ترونج دو                                       | فان نجي تيان فونج           | مقاطعة فيرفاكس، فرجينيا       | مصمم تخطيط عمل مع ترييت لو، وكان أول صاحب عمل لمجلة باللغة الفيتنامية يتم اغتياله. |
| سبتمبر 22, 1990   | ترييت لو                                            | فان نجي تيان فونج           | مفترق طرق بيلي ، فيرجينيا     | [ 4 ] [ 5 ] [ 64 ] [ 65 ] [ 71 ] [ 72 ] |
| فبراير 18, 1991   | جان كلود أوليفر                                     | WLQY-AM (1320)              | هايتي الصغيرة، ميامي، فلوريدا | زميل لدور اشتهر بتعليقه المثير للجدل وتم اغتياله وهو في طريقه لسيارته. |
| مارس 15, 1991     | فريتز دور                                           | WLQY-AM (1320) ‏             | ليتل هاييتي ، ميامي ، فلوريدا | زميل أوليفييه في WLQY، اغتيل أثناء مغادرته النادي. |
| مارس 11, 1992     | [مانويل دي ديوس أونانو                              | الدياريو لا برنسا           | كوينزT مدينة نيويورك، نيويورك | قُتل على يد تجار مخدرات كولومبيين بسبب كتابته عن تجارة المخدرات. |
| أكتوبر 24, 1993   | دونا سانت بليت                                      | WKAT                        | ليتل هاييتي ، ميامي ، فلوريدا | كان سانت بليت يحضر منفعة للزميل السابق فريتز دور عندما تم اغتياله أيضًا لدعمه جان برتران أريستيد. |
| أكتوبر 18, 2000   | جيمس إدوين ريتشاردز                                 | مواطن صحفي ومحرر وناشر      | فينسيا، كاليفورنيا            | قُتل ريتشاردز في منزله في حي أوكوود في الحي حيث أسس نفسه كمراسل جرائم مواطن. |
| سبتمبر 11, 2001   | بيل بيجغارت                                         | مصور فوتوغرافي مستقل        | مانهاتن السفلى، نيويورك       | قُتل أثناء تصوير جهود الإنقاذ خارج مركز التجارة العالمي قبل انهيار البرج. |
| أكتوبر 5, 2001    | روبرت ستيفنز                                        | الشمس (تابلويد سوبر ماركت)  | بوكا راتون، فلوريدا           | قُتل كأحد الأهداف الإعلامية لـهجمات عام 2001 الجمرة الخبيثة في أقل من شهر بعد 11/9. |
| أغسطس 2, 2007     | تشاونسي بيلي                                        | أوكلاند بوست                | أوكلاند، كاليفورنيا           | بعد التحقيق في الفساد والأنشطة الإجرامية المرتبطة بـمخبزك الأسود المسلم، قُتل بيلي وهو في طريقه إلى العمل على يد مساعد للمخبز. |
| c. أغسطس 19، 2014 | جيمس فولي                                           | جلوبال بوست                 | بوسطن، ماساتشوستس             | كان مكان فولي غير معروف لمعظم الناس حتى 19 أغسطس 2014، عندما حمل داعش مقطع فيديو على يوتيوب بعنوان «رسالة إلى أمريكا» لإعدام فولي. أكدت عائلة فولي وفاته في 19 أغسطس. |
| أغسطس 26, 2015    | مقتل أليسون باركر وآدم وارد                         | WDBJ 7                      | مونيتا، فرجينيا               | تم إطلاق النار على باركر، وهو مراسل، ومصور صحفي وارد، على الهواء مباشرة بواسطة زميل له لمرة واحدة فيستر فلاناغان أثناء إجراء مقابلة مع موضوع حول السياحة. |
| أغسطس 26, 2015    | مقتل أليسون باركر وآدم وارد                         | WDBJ 7                      | مونيتا، فرجينيا               | تم إطلاق النار على باركر، وهو مراسل، ومصور صحفي وارد، على الهواء مباشرة بواسطة زميل له لمرة واحدة فيستر فلاناغان أثناء إجراء مقابلة مع موضوع حول السياحة. |
| يونيو 28, 2018    | جيرالد فيشمان                                       | ذا كبيتال                   | أنابولس، ماريلاند             | قُتل خمسة موظفين (أربعة صحفيين ومساعد مبيعات) في «ذا كبيتال» أثناء إطلاق النار على مكتب الصحيفة في كابيتال جازيت. كان المشتبه به في إطلاق النار، جارود راموس، ضغينة ضد الصحيفة منذ أن نشرت قصة عن إقراره بالذنب في قضية تحرش جنائي في عام 2011. كان هايسن محررًا وكاتبًا عمودًا ، وكان فيشمان كاتب عمود تحريري ، وكان وينترز صحفيًا متخصصًا. كان ماكنمارا مراسلًا رياضيًا لـ«ذا كبيتال» ومحررًا في الجريدة الأسبوعية التابعة «بوي بليد نيوز». كما قتلت في إطلاق النار ريبيكا سميث، مندوبة مبيعات لكابيتال جازيت للاتصالات. |
| يونيو 28, 2018    | روب هياسن                                           | ذا كبيتال                   | أنابولس، ماريلاند             | قُتل خمسة موظفين (أربعة صحفيين ومساعد مبيعات) في «ذا كبيتال» أثناء إطلاق النار على مكتب الصحيفة في كابيتال جازيت. كان المشتبه به في إطلاق النار، جارود راموس، ضغينة ضد الصحيفة منذ أن نشرت قصة عن إقراره بالذنب في قضية تحرش جنائي في عام 2011. كان هايسن محررًا وكاتبًا عمودًا ، وكان فيشمان كاتب عمود تحريري ، وكان وينترز صحفيًا متخصصًا. كان ماكنمارا مراسلًا رياضيًا لـ«ذا كبيتال» ومحررًا في الجريدة الأسبوعية التابعة «بوي بليد نيوز». كما قتلت في إطلاق النار ريبيكا سميث، مندوبة مبيعات لكابيتال جازيت للاتصالات. |
| يونيو 28, 2018    | جون مكنمارا                                         | ذا كبيتال                   | أنابولس، ماريلاند             | قُتل خمسة موظفين (أربعة صحفيين ومساعد مبيعات) في «ذا كبيتال» أثناء إطلاق النار على مكتب الصحيفة في كابيتال جازيت. كان المشتبه به في إطلاق النار، جارود راموس، ضغينة ضد الصحيفة منذ أن نشرت قصة عن إقراره بالذنب في قضية تحرش جنائي في عام 2011. كان هايسن محررًا وكاتبًا عمودًا ، وكان فيشمان كاتب عمود تحريري ، وكان وينترز صحفيًا متخصصًا. كان ماكنمارا مراسلًا رياضيًا لـ«ذا كبيتال» ومحررًا في الجريدة الأسبوعية التابعة «بوي بليد نيوز». كما قتلت في إطلاق النار ريبيكا سميث، مندوبة مبيعات لكابيتال جازيت للاتصالات. |
| يونيو 28, 2018    | ويندي وينترز                                        | ذا كبيتال                   | أنابولس، ماريلاند             | قُتل خمسة موظفين (أربعة صحفيين ومساعد مبيعات) في «ذا كبيتال» أثناء إطلاق النار على مكتب الصحيفة في كابيتال جازيت. كان المشتبه به في إطلاق النار، جارود راموس، ضغينة ضد الصحيفة منذ أن نشرت قصة عن إقراره بالذنب في قضية تحرش جنائي في عام 2011. كان هايسن محررًا وكاتبًا عمودًا ، وكان فيشمان كاتب عمود تحريري ، وكان وينترز صحفيًا متخصصًا. كان ماكنمارا مراسلًا رياضيًا لـ«ذا كبيتال» ومحررًا في الجريدة الأسبوعية التابعة «بوي بليد نيوز». كما قتلت في إطلاق النار ريبيكا سميث، مندوبة مبيعات لكابيتال جازيت للاتصالات. |
| أبريل 25, 1987    | أفيفا أوكيسون هابرمان                               | KCUR-FM                     | كانساس سيتي                   | كان أوكيسون هابرمان مراسلًا سياسيًا استقصائيًا في الإذاعة الوطنية العامة. قتل برصاصة اخترقت شقتها عبر نافذة. |

## صحفيون وإعلاميون آخرون قتلوا في 11 سبتمبر
الصحفي العامل الوحيد الذي مات أثناء تغطيته لهجمات 11 سبتمبر الإرهابية على مركز التجارة العالمي في مدينة نيويورك هو المصور الصحفي بيل بيجغارت، الذي قُتل بسبب سقوط الحطام أثناء التقاطه للصور. ومع ذلك، قال الاتحاد الدولي للصحفيين، الذي يضم أيضًا العاملين في مجال الإعلام، إن ستة إعلاميين آخرين وصحفيًا لم يكونوا يعملون في ذلك الوقت لقوا مصرعهم في الهجمات. من بين هؤلاء العاملين في مجال الإعلام الذين تم إدراجهم في قائمة القتلى ستة من مهندسي البث التلفزيوني، الذين عملوا داخل برج، ومصور صحفي محترف آخر، كان أحد الركاب على متن الطائرة الأولى التي تم نقلها إلى مركز التجارة العالمي.
- رود كوبولا، مهندس تلفزيون في WNET-TV ،WTC (البرج الشمالي).[95]
- دونالد ديفرانكو، مهندس تلفزيون WABC-TV ،WTC (البرج الشمالي).[95]
- ستيف جاكوبسون، مهندس تلفزيون في WPIX-TV ،WTC (البرج الشمالي).[95]
- بوب باتيسون، مهندس تلفزيون WCBS-TV WTC (البرج الشمالي).[94][95]
- توماس بيكوريلي، مصور صحفي محترف مستقل، ركاب الخطوط الجوية الأمريكية في الرحلة 11.[94]
- إيزياس ريفيرا، مهندس تلفزيون في WCBS-TV WTC (البرج الشمالي).[94][95]
- ويليام ستكمان، مهندس تلفزيون في WNBC -TV، مركز التجارة العالمي (البرج الشمالي).[95]

## معرض الصور
- إيليا باريش لوفجوي
- جيمس كينج وليام
- فريدريك وادزورث لورينغ
- تشارلز دي يونغ
- إدوارد وارد كارماك
- والتر دبليو ليجيت